# هال بورتر
هال بورتر (بالإنجليزية: Hal Porter)‏ هو شاعر أسترالي، ولد في 16 فبراير 1911 في Albert Park, Victoria ‏ في أستراليا، وتوفي في 29 سبتمبر 1984 في ملبورن في أستراليا.

## وصلات خارجية
- هال بورتر على موقع الموسوعة البريطانية (الإنجليزية)
- هال بورتر على موقع إن إن دي بي (الإنجليزية)